# Bright Eyes
Bright Eyes er et indie-rock/folk band fra Omaha, Nebraska, USA dannet af Conor Oberst i 1995.
Bandets primære medlem er Conor Oberst, men også multiinstrumentalisten Mike Mogis og pianisten Nate Walcott er permanente medlemmer. Bright Eyes er blandt andet kendt for deres roterende line-up, hvor de på hvert album samarbejder med forskellige musikere, primært fra Omahas musikscene. Bright Eyes spiller på Roskilde Festival 2011.

## Diskografi
- A Collection of Songs Written and Recorded 1995–1997 (1998)
- Letting Off the Happiness (1998)
- Fevers and Mirrors (2000)
- Lifted or The Story Is in the Soil, Keep Your Ear to the Ground (2002)
- A Christmas Album (2002)
- I'm Wide Awake, It's Morning (2005)
- Digital Ash in a Digital Urn (2005)
- Cassadaga (2007)
- The People's Key (2011)
- Down in the Weeds, Where the World Once Was (2020)